# Myxodes
Myxodes is een geslacht van straalvinnige vissen uit de familie van beschubde slijmvissen (Clinidae).

## Soorten
- Myxodes cristatus Valenciennes, 1836
- Myxodes ornatus Stephens & Springer, 1974
- Myxodes viridis Valenciennes, 1836